# أريج صباغ خوري
أريج صباغ خوري هي عالمة اجتماع وباحثة وأكاديمية فلسطينية وُلدت ببلدة معليا في إسرائيل عام 1979، وتعمل محاضرة بقسم علم الاجتماع والأنثروبولوجيا في الجامعة العبرية في القدس. اشتهرت أريج صباغ خوري بمحاضراتها ودراساتها الأكاديمية حول الاستعمار الاستيطاني الصهيوني والمواطنين الفلسطينيين في إسرائيل.

## حياتها
وُلدت أريج صباغ خوري في بلدة معليا بمنطقة الجليل عام 1979 لأسرة فلسطينية مسيحية، والتحقت بالمدرسة الثانوية في معالوت ترشيحا، قبل أن تبدأ دراستها الجامعية في جامعة تل أبيب، والتي حصلت منها على درجة البكالوريوس في علم الاجتماع والأنثروبولوجيا والعلوم السياسية. وفي عام 2006، حصلت أريج صباغ خوري على درجة الماجستير من قسم علم الاجتماع والأنثروبولوجيا في جامعة تل أبيب عن أطروحة بعنوان «بين قانون العودة وحق العودة: تأملات في الخطاب الفلسطيني في إسرائيل»، ثم حصلت على درجة الدكتوراه من نفس القسم بجامعة تل أبيب في عام 2015، وكانت أطروحتها التي نالت عليها درجة الدكتوراه، تحت إشراف اثنين من علماء الاجتماع الإسرائيليين هما يهودا شنهاف وجوئيل بينين، بعنوان «ممارسات وتفاعلات الاستعمار على الحدود: هاشومير هتزير كيبوتسيم والقرى العربية المحيطة على أطراف وادي يزرعيل/ مرج ابن عامر 1936-1956».
حصلت أريج صباغ خوري خلال الفترة ما بين عامي 2015 - 2018، على عدد من زمالات أبحاث ما بعد الدكتوراه في الولايات المتحدة الأمريكية كان أولها زمالة إبراهيم أبو لغد لأبحاث ما بعد الدكتوراه في مركز الدراسات الفلسطينية بجامعة كولومبيا، ثُم زمالة مايرز لأبحاث ما بعد الدكتوراه في مركز تاوب للدراسات الإسرائيلية بجامعة نيويورك، وزمالة أبحاث ما بعد الدكتوراه الافتتاحية في فلسطين والدراسات الفلسطينية في مركز دراسات الشرق الأوسط بجامعة براون، وزمالة أبحاث ما بعد الدكتوراه في مركز العلوم الإنسانية بجامعة تافتس. كما حصلت أيضًا على منح دراسية لمرحلة ما بعد الدكتوراه من فولبرايت إسرائيل ومؤسسة العلوم الإسرائيلية.

## مسيرتها المهنية
عملت أريج صباغ خوري محاضرة في قسم علم الاجتماع والأنثروبولوجيا في كلية العلوم الاجتماعية بالجامعة العبرية في القدس حيث قامت بالتدريس على مستوى المرحلة الجامعية والدراسات العليا في علم الاجتماع السياسي والتاريخي، ودراسات مجتمع الفلسطينيين في إسرائيل، ودراسات الاستعمار الاستيطاني. وخلال الفترة ما بين عامي 2018 - 2021، حصلت أريج صباغ خوري على منحة ماوف للعلماء الشباب المتميزين وأعضاء المجتمع العربي ومواطني دولة إسرائيل من المجلس الإسرائيلي للتعليم العالي. وفي عام 2022، حصلت على منحة العلماء المتميزين من مؤسسة هاري فرانك غوغنهايم. عملت أريج صباغ خوري باحثة زائرة في جامعة لودفيغ ماكسيميليان في ميونيخ، وجامعة بولونيا، وجامعة فاجينينجن من خلال منح التنقل التي أتاحها لها برنامج إيراسموس. وإلى جانب التدريس والنشر، عملت أريج صباغ خوري أيضًا باحثة مشاركة ومنسقة أكاديمية وعضو مجلس إدارة في مركز مدى الكرمل المركز العربي للدراسات الاجتماعية التطبيقية في حيفا، وعضو في شبكة الباحثين والناشطين أكاديميا من أجل المساواة.

## الأبحاث
نشرت أريج صباغ خوري العديد من الأبحاث والمقالات عن موضوعات مثل الاستعمار الاستيطاني، والمواطنة، والأصالة، والذاكرة الجمعية، والتطورات السياسية في المجتمعين الإسرائيلي والفلسطيني. وقد تم الاعتراف بها كمرجعية فيما يتعلق بالفلسطينيين في إسرائيل، والصراع الإسرائيلي الفلسطيني، وعلم اجتماع الاستعمار الاستيطاني. تركز دراستها الأساسية في علم الاجتماع التاريخي للاستعمار الاستيطاني على التفاعلات بين المستوطنين الصهاينة الاشتراكيين اليساريين والسكان العرب الفلسطينيين في منطقة مرج ابن عامر قبل النكبة الفلسطينية وأثناءها وبعدها، استنادًا إلى العمل الميداني في الكيبوتز وأرشيفات الدولة، وهي مؤلفة كتاب «استعمار فلسطين: اليسار الصهيوني وصناعة النكبة الفلسطينية» الذي طبعته مطبعة جامعة ستانفورد في عام 2023. دُعيت أريج صباغ خوري لإلقاء محاضرات في إسرائيل وفلسطين والولايات المتحدة الأمريكية وأوروبا.

## مؤلفاتها
نشرت أريج صباغ خوري عددا من الكتب والمؤلفات والأبحاث الأكاديمية، هي:
- استعمار فلسطين: اليسار الصهيوني وصناعة النكبة الفلسطينية، صدر عن جامعة ستانفورد عام 2022
- الذاكرة من أجل النسيان: تصور ممارسة الذاكرة للتنصل من الاستعمار الاستيطاني، عام 2022
- المواطنة كتراكم عن طريق نزع الملكية: مفارقة المواطنة الاستعمارية الاستيطانية[19]، عام 2021
- تتبع الاستعمار الاستيطاني: جينالوجيا نموذج في سوسيولوجيا إنتاج المعرفة في إسرائيل[20]، عام 2019
- الذاكرة وعودة التاريخ في سياق استعماري استيطاني: حالة الفلسطينيين في إسرائيل[21]
- المجلة الدولية لدراسات ما بعد الاستعمار، عام 2018
- الفلسطينيون في إسرائيل: قراءات في التاريخ والسياسة والمجتمع[22]، صدر عن مركز مدى الكرمل في حيفا عام 2018، وشارك في التأليف نديم روحانا وصدر بثلاث لغات هي العبرية والعربية والإنجليزية
- الاستعمار الاستيطاني، وجهة نظر السكان الأصليين، وعلم اجتماع إنتاج المعرفة في إسرائيل[23]، عام 2014
- المواطنة الاستعمارية الاستيطانية: تصور العلاقة بين مواطنيها الإسرائيليين والفلسطينيين[24]، صدر عن مركز الدراسات الاستعمارية الاستيطانية عام 2011، وقد شارك في التأليف نديم روحانا
- الفلسطينيون في إسرائيل: قراءات في التاريخ والسياسة والمجتمع، صدر عن مركز الدراسات الاستعمارية الاستيطانية، وقد شارك في التأليف نديم روحانا